# Oberes Schloss (Vellberg)

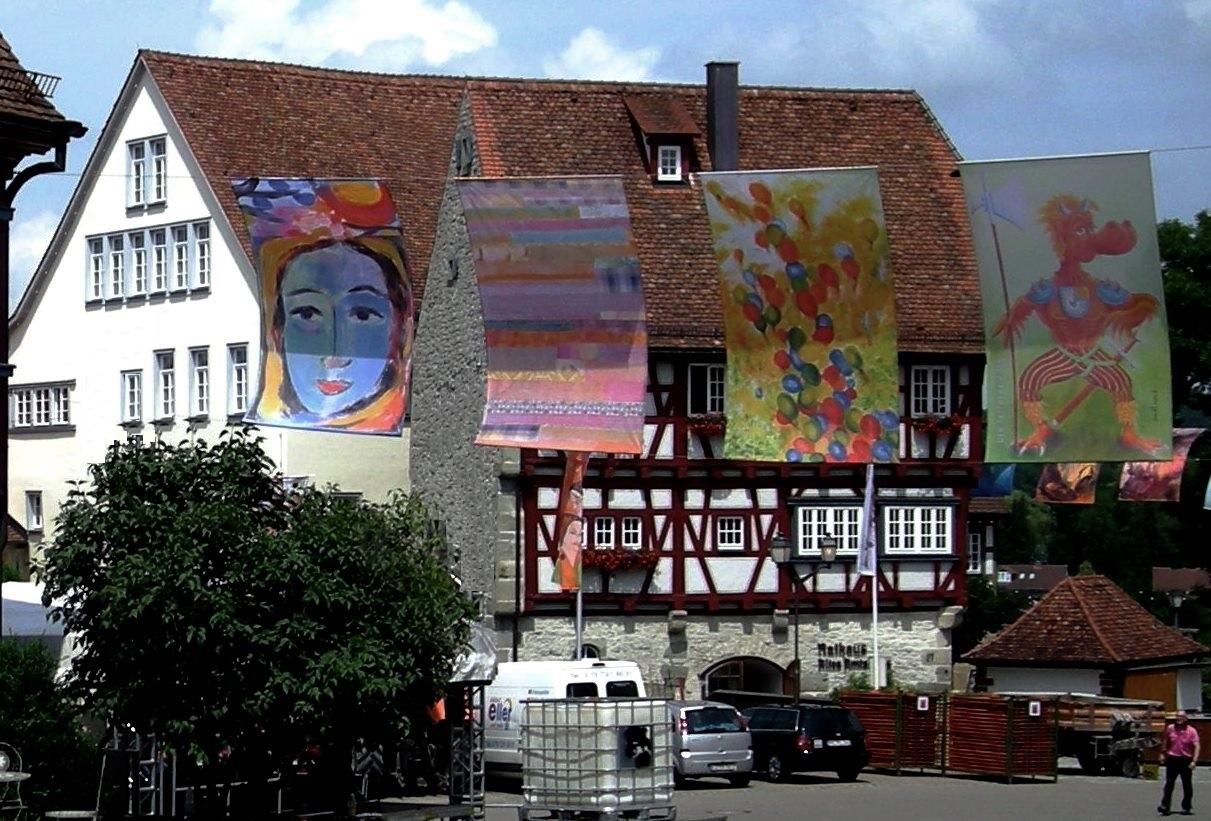
Oberes Schloss (links) und Altes Amtshaus (rechts)

Das Obere Schloss mit der Adresse Im Städtle 28 in Vellberg ist ein historischer Profanbau.

## Beschreibung
Der Bau wurde 1531 gemeinsam mit der angebauten „Alten Kaserne“ erbaut. Von 1581 bis 1583 wurde das Obere Schloss nach Westen erweitert und aufgestockt. Die oberen beiden Stockwerke zeigen Decken- und Wandmalereien. Die frühere Schlosskapelle zeigt noch eine Stuckdecke. Das Königliche Kameralamt Württemberg verkaufte das Gebäude im Jahre 1824 und das Obere Schloss wurde als Bäckerei und Wohnhaus genutzt. 2004 wurde das Gebäude saniert und mit einem Steg aus Stahl und Glas mit dem Alten Amtshaus verbunden. Es dient heute als Sitz der Stadtverwaltung.